# Ludovico III del Palatinato
Ludovico III di Wittelsbach (23 gennaio 1378 – Heidelberg, 30 dicembre 1436) è stato elettore Palatino del Reno della casa di Wittelsbach dal 1410 al 1436.

## Biografia
Era figlio del re Roberto di Germania e di sua moglie Elisabetta di Norimberga. Divenne membro della Lega di Costanza.

## Matrimoni ed eredi
Contrasse due matrimoni: in prime nozze sposò, il 6 luglio 1402, Bianca di Lancaster (1392 – 21 maggio 1409), figlia del re Enrico IV d'Inghilterra e di Maria di Bohun. Da questo matrimonio nacque un figlio che raggiunse l'età adulta:
- Roberto (1406 - 1426).

Alla morte della prima moglie sposò, il 30 novembre 1417, Matilde di Savoia, figlia di Amedeo di Savoia-Acaia, principe di Acaia. I figli, nati da questo matrimonio, che raggiunsero l'età adulta furono:
- Matilde (1419-1482), andata sposa a Ludovico I di Württemberg-Urach e successivamente ad Alberto VI d'Asburgo;
- Ludovico (1424 - 1449);
- Federico (1425 - 1476);
- Roberto (1427 - 1480), vescovo di Colonia.

## Ascendenza
|                             |                           |                           | Genitori                               |  |  | Nonni |  |  | Bisnonni              |  |  | Trisnonni            |  |
|                             |                           |                           |                                        |  |  |       |  |  | Adolfo del Palatinato |  |  | Rodolfo I di Baviera |  |
|                             |                           |                           |                                        |  |  |       |  |  | Adolfo del Palatinato |  |  | Rodolfo I di Baviera |  |
|                             |                           | Melchilde di Nassau       |                                        |  |  |       |  |  | Adolfo del Palatinato |  |  |                      |  |
| Roberto II del Palatinato   |                           |                           |                                        |  |  |       |  |  | Adolfo del Palatinato |  |  |                      |  |
|                             |                           | Irmengarda di Oettingen   | Ludovico VI di Oettingen               |  |  |       |  |  |                       |  |  |                      |  |
|                             |                           | Irmengarda di Oettingen   | Ludovico VI di Oettingen               |  |  |       |  |  |                       |  |  |                      |  |
|                             |                           | Irmengarda di Oettingen   | …                                      |  |  |       |  |  |                       |  |  |                      |  |
| Roberto III del Palatinato  |                           | Irmengarda di Oettingen   |                                        |  |  |       |  |  |                       |  |  |                      |  |
|                             |                           | Pietro II di Sicilia      | Federico III d'Aragona                 |  |  |       |  |  |                       |  |  |                      |  |
|                             |                           | Pietro II di Sicilia      | Federico III d'Aragona                 |  |  |       |  |  |                       |  |  |                      |  |
|                             |                           | Pietro II di Sicilia      | Eleonora d'Angiò                       |  |  |       |  |  |                       |  |  |                      |  |
| Beatrice d'Aragona          |                           | Pietro II di Sicilia      |                                        |  |  |       |  |  |                       |  |  |                      |  |
|                             |                           | Elisabetta di Carinzia    | Ottone III del Tirolo                  |  |  |       |  |  |                       |  |  |                      |  |
|                             |                           | Elisabetta di Carinzia    | Ottone III del Tirolo                  |  |  |       |  |  |                       |  |  |                      |  |
|                             |                           | Elisabetta di Carinzia    | Eufemia di Slesia-Liegnitz             |  |  |       |  |  |                       |  |  |                      |  |
| Ludovico III del Palatinato |                           | Elisabetta di Carinzia    |                                        |  |  |       |  |  |                       |  |  |                      |  |
|                             | Giovanni II di Norimberga | Federico IV di Norimberga |                                        |  |  |       |  |  |                       |  |  |                      |  |
|                             | Giovanni II di Norimberga | Federico IV di Norimberga |                                        |  |  |       |  |  |                       |  |  |                      |  |
|                             | Giovanni II di Norimberga | Margherita di Carinzia    |                                        |  |  |       |  |  |                       |  |  |                      |  |
| Federico V di Norimberga    | Giovanni II di Norimberga |                           |                                        |  |  |       |  |  |                       |  |  |                      |  |
|                             |                           | Elisabetta di Henneberg   | Bertoldo VII di Henneberg-Schleusingen |  |  |       |  |  |                       |  |  |                      |  |
|                             |                           | Elisabetta di Henneberg   | Bertoldo VII di Henneberg-Schleusingen |  |  |       |  |  |                       |  |  |                      |  |
|                             |                           | Elisabetta di Henneberg   | Adelaide d'Assia                       |  |  |       |  |  |                       |  |  |                      |  |
| Elisabetta di Norimberga    |                           | Elisabetta di Henneberg   |                                        |  |  |       |  |  |                       |  |  |                      |  |
|                             |                           | Federico II di Meißen     | Federico I di Meißen                   |  |  |       |  |  |                       |  |  |                      |  |
|                             |                           | Federico II di Meißen     | Federico I di Meißen                   |  |  |       |  |  |                       |  |  |                      |  |
|                             |                           | Federico II di Meißen     | Elisabetta di Lobdeburg                |  |  |       |  |  |                       |  |  |                      |  |
| Elisabetta di Meißen        |                           | Federico II di Meißen     |                                        |  |  |       |  |  |                       |  |  |                      |  |
|                             |                           | Matilde di Baviera        | Ludovic IV del S.R.I.                  |  |  |       |  |  |                       |  |  |                      |  |
|                             |                           | Matilde di Baviera        | Ludovic IV del S.R.I.                  |  |  |       |  |  |                       |  |  |                      |  |
|                             |                           | Matilde di Baviera        | Beatrice di Slesia-Glogau              |  |  |       |  |  |                       |  |  |                      |  |
|                             |                           | Matilde di Baviera        |                                        |  |  |       |  |  |                       |  |  |                      |  |